# Eric Kierans
Eric William Kierans (Montréal, 2 février 1914 – Montréal, 10 mai 2004) est un économiste, homme d'affaires et homme politique québécois. Il a été ministre dans le gouvernement de Jean Lesage entre 1963 et 1966 et ministre fédéral dans le cabinet de Pierre-Elliott Trudeau, entre 1968 et 1971.

## Biographie
Né le 2 février 1914 de Hugh Kierans, électricien d'ascendance irlandaise, et de Lena Schmidt, une domestique d'origine allemande, il grandit dans le quartier ouvrier de Saint-Henri. De 1927 à 1935, il fréquente le Collège Loyola de Montréal. Il poursuit des études d'économie à l'Université McGill de Montréal puis décroche différents emplois dans le domaine des ventes. Kierans fonde la société Canadian Adhesives en 1946, qu'il dirigera jusqu'en 1960. En 1952, il achète une compagnie aux prises avec de graves difficultés financières, la Hygiene Products Ltd, pour la somme de 25 000 CAD. Il remet l'entreprise sur pied et la revend, 8 ans plus tard, ce qui lui permettra d'empocher un profit dix fois supérieur au prix d'achat et fera de lui un millionnaire.
Parallèlement à sa carrière de dirigeant d'entreprises, Kierans se consacre à l'enseignement du commerce et de la finance à l'Université McGill. Il dirige l'École de commerce de cette université montréalaise, de 1952 jusqu'à sa nomination à la présidence de la Bourse de Montréal et de la Bourse canadienne, en 1960.
Pendant les trois années qu'il passe à la direction de la place financière montréalaise, Kierans permet l'usage du français et accorde aux Juifs le droit de travailler sur le parquet. Il participe également aux pourparlers qui entourent certaines des premières réformes de la Révolution tranquille. Surnommé le "millionaire socialiste", il a joué un rôle dans le montage financier permettant à Hydro-Québec de passer outre au syndicat financier qui avait la mainmise sur les emprunts du gouvernement québécois et de nationaliser 11 compagnies privées d'électricité en 1963,.

### Ministre dans le gouvernement Lesage
Malgré sa situation de premier plan dans le monde des affaires, Kierans brûle d'aller faire de la politique. Durant la campagne électorale fédérale de l'hiver 1963, il prononce un discours remarqué dans lequel il reproche au chef du Crédit social, Réal Caouette de proposer des politiques qui augmenteraient l'inflation et diminueraient les avoirs des ménages.
Le décès, en mai du ministre du Revenu et député de Montréal—Notre-Dame-de-Grâce, Paul Earl, offre une occasion pour le premier ministre Lesage, à la recherche d'un homme capable de stimuler les recettes fiscales pour payer les programmes coûteux mis en place depuis le début de la Révolution tranquille. Le 8 août 1963, Kierans est nommé ministre du Revenu et le nouveau ministre se porte immédiatement candidat du Parti libéral du Québec à  l'élection partielle destinée à pourvoir le poste vacant. Kierans est facilement élu, le 25 septembre 1963.
Keynésien confirmé et pugnace, Kierans s'inscrit, avec René Lévesque et Paul Gérin-Lajoie, dans la faction la plus activiste du cabinet, ceux qu'on appelle les « enfants terribles » du gouvernement Lesage. Et comme c'est le cas avec Lévesque, le franc-parler de Kierans fait régulièrement la manchette. À la fin 1965, Kierans écrit aux secrétaires américains du Trésor et du Commerce pour dénoncer une nouvelle politique de l'administration du président Johnson, qui demandait aux multinationales américaines de réduire leurs investissements à l'étranger. Rendue publique, la lettre de Kierans a suscité une controverse dans les journaux, à Ottawa — où elle rendit furieux Louis Rasminsky, gouverneur de la Banque du Canada —, et en Floride, où le premier ministre Lesage s'était rendu pour prendre quelques jours de vacances.
Le 14 octobre 1965, Lesage mute Kierans et Lévesque à des portefeuilles à vocation sociale ; Kierans ira au ministère de la Santé alors que Lévesque deviendra ministre de la Famille et du Bien-être social. Le nouveau ministre de la Santé occupe son poste jusqu'à la défaite du parti libéral à l'élection générale québécoise de 1966. Bien que réélu dans la nouvelle circonscription de Notre-Dame-de-Grâce, Kierans siège maintenant du côté de l'Opposition.
L'aile activiste du parti, basée à Montréal, est secouée par la défaite de 1966. Ils organisent une campagne pour faire élire Kierans, Marc Brière et Philippe Casgrain à la tête de l'organisation libérale provinciale. Kierans est élu et préside le parti. Cependant, la relation entre Lévesque et Kierans se détériore et le président de la fédération rompt avec Lévesque sur la question de la souveraineté-association. Le 14 octobre 1967, il prend la direction des forces anti-Lévesque lors de la réunion qui discute de la question et qui incitera le futur premier ministre à quitter la salle et le parti en guise de protestation.

### Ministre dans le gouvernement Trudeau
Une fois la poussière retombée, les ambitions de Kierans le tournent vers Ottawa. Il se porte candidat à la succession de Lester B. Pearson à la direction du parti libéral fédéral. Sa campagne échoue et il ne recueille que 103 des 2 390 délégués au congrès à la direction, le 5 avril 1968. Il décide néanmoins de se porter candidat du PLC dans la circonscription de Duvernay à Laval à l'élection fédérale de 1968. Il défait le professeur de droit et candidat-vedette du Nouveau Parti démocratique, Robert Cliche, qui recevait l'assistance de nombreux militants du Mouvement Souveraineté-Association de René Lévesque, et devient député fédéral le 25 juin 1968. Plusieurs auteurs estiment que les scènes de violence survenues la veille de l'élection, lors de la parade de la Saint-Jean-Baptiste, ont eu une influence sur le verdict des électeurs,.
Le premier ministre Pierre-Elliott Trudeau le nomme à son conseil des ministres, d'abord comme ministre des Postes, où les convictions de l'« homme de gauche » furent mises à rude épreuve au cours d'un conflit de travail des postiers. Un an plus tard, il devient le premier titulaire du ministère des Communications du Canada.
Partisan d'une politique de plein emploi et d'un meilleur contrôle du gouvernement canadien sur la propriété des ressources naturelles, Kierans est de plus en plus mal à l'aise avec les politiques du gouvernement. Les différences d'approche apparaissent assez rapidement. Kierans démissionne de son poste ministériel le 28 avril 1971, en raison d'un différend sur la politique économique de Trudeau.
« Si le Canada est appelé à devenir une force industrielle dans les années 80, nous devons nous préparer dès maintenant à retenir nos ressources et à choisir les secteurs où nous pouvons faire face à la compétition internationale et à gérer et investir dans ses ressources physiques et humaines de façon à tenir le bon bout », déclare-t-il en annonçant sa démission. Il ne se représentera pas lors de l'élection fédérale de 1972.

### Consultant et commentateur
Après son départ de la politique active, Kierans retourne à l'enseignement et se rapproche des positions du NPD. Il signe la préface d'un livre du chef néo-démocrate David Lewis et accepte un mandat de conseiller économique du gouvernement néo-démocrate du Manitoba, en avril 1972. Le rapport de Kierans, publié l'année suivante, recommande au gouvernement manitobain de prendre le contrôle des ressources minières dans la province, ce qui soulève l'ire de l'industrie.
Il demeurera professeur de commerce et de finance à l'université McGill jusqu'en 1980. Demeurant en bons termes avec René Lévesque malgré leurs différends sur la question nationale québécoise, Kierans accepte de siéger à des conseils d'administration de sociétés publiques, comme l'entreprise sidérurgique Sidbec en 1978 et la Caisse de dépôt et placement, en 1979. Le 5 mai 1980, il démissionne de son poste à la Caisse de dépôt, en accusant Jacques Parizeau de vouloir en « siphonner les fonds » pour éponger le déficit du gouvernement.
Kierans quitte ensuite le Québec et s'établit temporairement à Halifax. Il enseigne l'économie à l'Université Dalhousie en 1983 et 1984,. Il devient également commentateur politique, intervenant au micro de Peter Gzowski à la radio anglaise de la CBC. Entre 1982 et 1997, il participe à un panel diffusé chaque semaine dans le cadre de l'émission Morningside, en compagnie  du conservateur Dalton Camp et du néo-démocrate Stephen Lewis. Il publie deux livres en collaboration avec son ami, le journaliste canadien Walter Stewart : The Wrong End of the Rainbow: The Collapse of Free Enterprise in Canada en 1988 et ses mémoires, Remembering, en 2001. Il est nommé officier de l'Ordre du Canada le 19 octobre 1994.
Il a été marié pendant 65 ans à Catherine Whalen, décédée en 2003. Le couple a deux enfants : Thomas et Catherine. Eric William Kierans meurt des suites d'une longue maladie, le 10 mai 2004. Il est inhumé au  cimetière Notre-Dame-des-Neiges de Montréal.

## Œuvres
- Eric W. Kierans, Le Canada vu par Kierans, Montréal, Éditions du Jour, 1967, 158 p.
- (en) Eric W. Kierans, Challenge of confidence : Kierans on Canada, Toronto, McClelland and Stewart, 1967, 125 p.
- (en) Eric Kierans et Walter Stewart, Wrong End of the Rainbow : The Collapse of Free Enterprise in Canada, Toronto, Collins, 1988, 232 p. (ISBN 0-00-217834-6).
- (en) Eric Kierans et Walter Stewart, Remembering, Toronto, Stoddart, 2001, 288 p. (ISBN 0-7737-3288-8).

## Archives
Il y a un fonds d'archives Eric William Kierans à Bibliothèque et Archives Canada. 